# MATE
MATE è un ambiente desktop per distribuzioni GNU/Linux, fork del codice base di GNOME 2 non più mantenuto dopo il rilascio della versione 3, con cui condivide buona parte del codice, nato nel 2011 per iniziativa di alcuni membri della comunità di Arch Linux.
Il nome deriva da una spezia, la yerba mate, una specie tipica del Sud America, spesso usata per la preparazione dell'omonima bevanda, usata a scopo cerimoniale.

## Storia

Primo logo di MATE

Il progetto MATE venne avviato da un utente di Arch Linux, dopo aver preso atto della insoddisfazione degli utenti di GNOME a seguito della release della versione 3. GNOME 3 sostituì il classico desktop e altri elementi, come gnome-panel, della versione precedente, con una nuova interfaccia utente denominata GNOME Shell, la quale venne aspramente criticata dalle varie communities di utenti per quanto riguarda aspetto e praticità d'utilizzo. Molti utenti si rifiutarono di utilizzare GNOME 3 chiedendo che qualcuno continuasse lo sviluppo del ramo 2.xx
Gli sviluppatori decisero di portare MATE alle GTK+ 3, sebbene dapprima si fosse pensato di rimanere con le sole GTK+ 2.
Gli sviluppatori di Linux Mint hanno dichiarato di impegnarsi nel supportare attivamente MATE vista la popolarità riscossa da GNOME 2 nei precedenti rilasci della loro distribuzione.
Rispetto alla versione 1.2, pubblicata il 16 aprile 2012, MATE 1.6 ha rimosso alcune librerie non più mantenute, spostandosi da mate-conf, un fork di GConf, a GSettings, e da mate-corba, un fork di Bonobo, a D-Bus.

## Caratteristiche e applicazioni

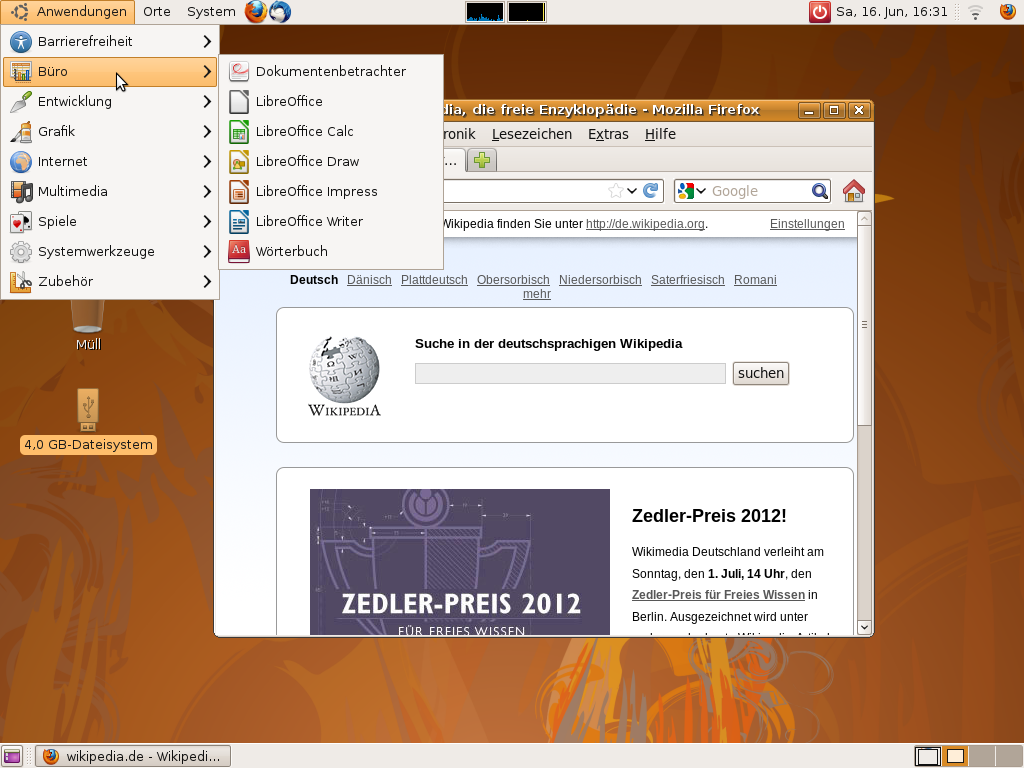
MATE su Ubuntu 12.04

Al fine di evitare conflitti con i pacchetti supportati da GNOME 3, si è provveduto a rinominare l'ambiente grafico, tutte le applicazioni e i pacchetti software in comune con GNOME 2.
Le applicazioni principali ereditate da GNOME 2 aggiornate e rinominate sono:
- Caja - File manager (da Nautilus)
- Pluma - Editor di testo (da gedit)
- Eye of MATE - Image viewer (da Eye of GNOME)
- Atril - Lettore di documenti (da Evince)
- Engrampa - Tool di compressione (da File Roller)
- MATE Terminal - Emulatore di terminale (da GNOME Terminal)
- Marco - Window manager (da Metacity)
- mate-calc - Calcolatrice (da gcalctool)

Rispetto a Nautilus (il file manager di GNOME 2), nuove funzioni sono state aggiunte a Caja come l'opzione annulla/ripeti. e la visualizzazione delle differenze durante la sostituzione dei file.

## Utilizzo
MATE è disponibile di default, in Linux Mint e in Ubuntu MATE.
Altre distribuzioni che lo utilizzano sono:
- Linux Mint Debian Edition;[12]
- Sabayon Linux;[13]
- Fedora.[14]
- Solus;
- Manjaro.

I pacchetti di MATE sono disponibili anche per Arch Linux, Debian e OpenSuse, CentOs e a questo indirizzo vi sono le istruzioni per l'installazione.